# Ostnor
FM Matsson AB (publ) (tidigare Ostnor AB) är en koncern inom sanitetsarmaturbranschen, med tillverkning av bland annat vattenkranar och blandare. Bolaget bildades 2003, då de båda vattenkranstillverkarna FM Mattsson och Mora Armatur gick samman. Bolaget har tillverkning och kontor i byn Östnor utanför Mora.
Huvudägare i bolaget är före detta FM Mattsson och Mora Armatur samt investmentbolaget Priveq Investment. FM Matsson hade 2024 en omsättning på 892 miljoner kr och 325 anställda.
Företaget har rötter till 1865, då tillverkningen startades i byn Östnor. F. M. Mattssons (Frost) far hade börjat med att tillverka kugghjul till moraklockor. Sonen övergick senare till att tillverka mässingspinglor, selbeslag och annat i gjuten mässing, men övergick senare även till tillverka kranar och andra vattenledningstillbehör.
FM Mattsson och Mora Armatur säljs fortfarande som separata varumärken.